# Аутгрупповая враждебность
Аутгрупповая враждебность или внешнегрупповая дискриминация — феномен межгруппового восприятия, в котором наблюдается различие в оценках «своей» и «чужой» группы в пользу «своей». Аутгрупповая враждебность выражается в недооценке «чужой» группы и её членов, что может привести к развитию враждебности и межгруппового конфликта.
Термин аутгрупповой враждебности подобен этноцентризму. Отличительной особенностью межгрупповых отношений от этноцентризма является субъективность, пристрастность межгруппового восприятия и оценивания, которая проявляется в таких феноменах, как стереотипы и предрассудки (Майерс Д., 1997). Обратный феномен аутгрупповой враждебности — ингрупповой фаворитизм.

## Теоретические знания
3. Фрейд писал о том, что аутгрупповая враждебность — это некое неизбежное и универсальное явление, которое способствует сплоченности и стабильности группы. Идея З. Фрейда получила развитие в работах Т. Адорно, согласно которому, аутгрупповая враждебность коррелирует с такой личностной чертой, как авторитарность. Впоследствии эта идея подверглась критике.
В знаменитом эксперименте М. Шерифа аутгрупповая враждебность рассматривается уже как характеристика межгруппового взаимодействия — конфликта или сотрудничества. Эта теория констатировалась в результате нескольких серий экспериментов в летнем лагере с подростками. В ситуации конкурентного взаимодействия, в основе которого лежит объективный конфликт интересов, приводит к усилению проявлений межгрупповой агрессии и враждебности и одновременному усилению внутригрупповой сплоченности.
Анри Тэшфел после проведения своих экспериментов постулировал, что аутгрупповая враждебность будет даже в случае, если нет конфликта интересов. Причина межгрупповой дискриминации не в характере взаимодействия, а в простом факте осознания принадлежности к своей группе.

### Причины возникновения
Феномен аутгрупповой враждебности привёл к выделению причин, по которым человек склонен защищать и выделять свою группу:
1. Под воздействием низкой самооценки и недостаточного самоуважения личности как члена группы или группы в целом, то есть социальной идентичности;
2. В ситуации сильной конкуренции между группами;
3. Отсутствие внутри группы отдельной группы людей (надгрупповой категории).